# Mary Russell Mitford

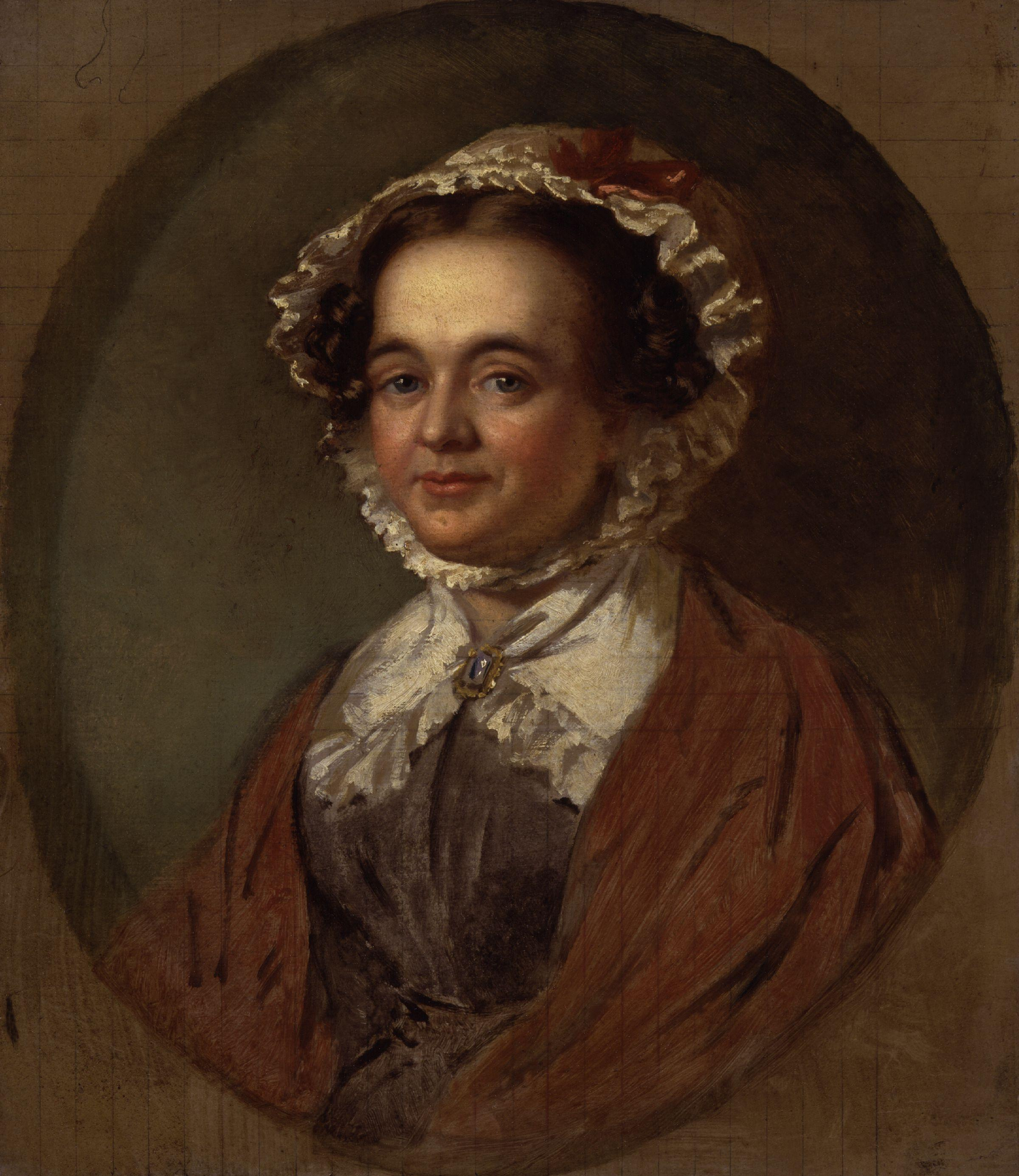
Mary Russell Mitford, después de Benjamin Robert Haydon, 1824

Mary Russell Mitford (16 de diciembre de 1787 - 10 de enero de 1855) fue una escritora y dramaturga inglesa nacida en Alresford, Hampshire. Es famosa por su obra Our Village, una serie de bocetos de escenas de pueblos y personajes dibujados de forma vívida basados en la vida en Three Mile Cross, una aldea en el distrito de Shinfield, cerca de Reading en Berkshire, donde ella vivía.

## Vida y relación con sus padres
Era la única hija del Doctor George Mitford, o Mirdford, que aparentemente entrenó como médico, y Mary Russell, una descendiente de la familia aristocrática Russell que creció cerca de Jane Austen y que la conocía cuando era joven. A la edad de diez años en 1797, Mary Russel Mitford ganó para su padre un boleto de la lotería valorado en 20000£, pero la familia volvió a tener dificultades económicas en 1810. Entre 1800 y 1818 vivieron en propiedades grandes en Reading y más tarde en Grazeley (en el distrito de Sulhamstead), pero, cuando se quedaron sin dinero en 1819, vivieron de los restos escasos de la fortuna perdida del doctor y de los beneficios de la carrera literaria de su hija. Se cree que su padre inspiró a Mary con el gran deleite en las incongruencias, la animada simpatía, la tenaz y vigorosa individualidad y la tolerancia que inspiran muchos de sus bocetos de personajes. Ella se preocupó por su madre y por su padre hasta sus muertes y usó sus ganancias como escritora para mantenerlos tanto a ellos como a sí misma.
Desde los diez hasta los quince años estudió en el colegio Hans Sitio, en Knightsbridge, Londres, el sucesor de Reading Abbey Girls' School, al que Austen había asistido unos años antes. Su padre contrató a Frances Arabella Rowden, antigua institutriz de la familia de Frederick Ponsonby, 3rd Earl of Bessborough, para darle clases de apoyo. Rowden no solo era poeta publicada, sino que, según Mitford, «tenía la capacidad de convertir a sus alumnas en poetas» . Rowden llevó a Mitford al teatro Dury Lane, en especial a obras en las que aparecía John Kemble, y la embelesó con la vida del teatro.

## Escritura
Mitford fue una escritora muy prolífica y exitosa en varios géneros, desde poesía hasta teatro, así como prosa, siendo más conocida por esta última. Sus escritos han sido aclamados por su humor espontáneo combinado con ingenio y habilidades literarias. 
Su ambición cuando era joven era ser la mayor poeta inglesa y su primeras publicaciones fueron poemas al estilo de Samuel Taylor Coleridge y Walter Scott (Miscellaneous Verses, 1810, revisado por Scott en Quarterly; Christina, the Maid of the South Seas, un cuento métrico basado en las primeras noticias del descubrimiento del último superviviente del motín del HMS Bounty y de una generación de niños británicos-tahitianos en la isla Pitcairn en 1811; y Blanche, parte de un proyecto de una serie de «Poemas Narrativos sobre el Personaje Femenino», en 1813). Su obra Julian se representó en Covent Garden, con William Charles Macready en el papel principal, en 1823; Foscari en Covent Jardín, con Charles Kemble como el héroe, en 1826; mientras que Rienzi, 1828, su mejor obra, se representó 34 veces. Thomas Noon Talfourd, amigo de Mitford, creyó que su popularidad se debió al éxito de su propia obra, Ion.  Lord Chamberlain, se negó a licenciar Charles the First, pero se representó en Surrey Theatre en 1834.
La prosa, a la que se vio obligada a dirigirse para ganarse la vida, fue la más exitosa y la que más le recompensó financieramente de sus producciones literarias. La primera serie de bocetos de Our Village apareció en forma de libro en 1824 (habiendo aparecido en The Ladies' Magazine cinco años antes), la segunda en 1826, la tercera en 1828, la cuarta en 1830, la quinta en 1832 . Se reeditaron varias veces. Belford Regis, otra serie de bocetos literarios en la que se idealizaban el vecindario y la sociedad de Reading, se publicó en 1835. Se ha llamado ha su descripción del criquet de pueblo en Our Village «la primera gran prosa sobre el juego».
Recollections of a Literary Life (1852) es una serie de causeries sobre sus libros favoritos. Según sus amigas Elizabeth Browning y Hengist Horne, su conversación era aún más entretenida que sus libros y cinco volúmenes de Life and Letters, publicados en 1870 y 1872, muestran que era una magnífica escritora de cartas. De sus muchas colecciones de cartas se obtienen comentarios y críticas muy útiles sobre sus contemporáneos de la literatura romántica y victoriana.

## Últimos años y muerte
Mitford conoció a Elizabeth Barrett Browning en 1836 y su relación derivó en una cálida amistad.
Su pobreza quedó reflejada en sus obras ya que, a pesar de que sus libros se vendían por precios altos, su salario no era compatible con las extravagancias de su padre. Sin embargo, en 1837, recibió una pensión de lista civil y cinco años después, el 11 de diciembre de 1842, su padre murió. Se recaudó una subscripción para pagar sus deudas y los excedentes aumentaron el salario de Mary.
En 1851 se mudó de Three Mile Cross a una casa de campo en Swallowfield, tres millas fuera, donde quede para el resto de su vida. Muera allí el 10 de enero de 1855, después de resultar herida en un accidente en carruaje en diciembre. Se la enterró en el cementerio de la iglesia.  

## Literatura
- The Life of Mary Russell Mitford, related in a Selection from her Letters, 3 volúmenes (1870 Bentley).
- Henry Fothergill Chorley (Ed.), Letters of Mary Russell Mitford (1872).
- A.G.K. L'Estrange (Ed.), The Friendships of Mary Russell Mitford as recorded in Letters from Her Literary Correspondents, 2 vols (1882 Hurst y Blackett).
- William J. Roberts, (The Life and Friendships of) Mary Russell Mitford: The Tragedy of a Blue Stocking (Andrew Melrose, Londres 1913). (Publicación moderna: Kessinger 2007, ISBN 0-548-60938-1 )

- M. Constance Hill, Mary Russell Mitford and Her Surroundings (Bodley Head, Londres 1920).
- Marjorie Austin, Mary Russell Mitford – Her Circle and Her Books (Noel Douglas, Londres 1930).
- James E. Agate, Mary Russell Mitford (1940).
- Vera G. Watson, Mary Russell Mitford (Evans Brothers, 1949).
- Caroline Mary Duncan-Jones, Miss Mitford and Mr. Harness. Records of a Friendship. (S.P.C.K./Talbot Press, Londres 1955).
- W.A. Coles, 'Mary Russell Mitford: the inauguration of a literary career', Journal of the John Rylands Library 40 (1957), 33–46.
- Pamela Horn (Ed.), Life in a Country Town: Reading and Mary Russell Mitford (1787–1855) (Beacon Publications, Sutton Courtenay 1984).
- Catherine Addison, 'Gender and Genre in Mary Russell Mitford's Christina,' English Studies in Africa 41, Part 2 (1998), 1–21.
- Diego Saglia, 'Public and Private in Women's Romantic Poetry: Spaces, Gender, Genre in Mary Russell Mitford's Blanch,' Women's Writing 5.3 (1998), 405–19.
- Martin Garrett, 'Mary Russell Mitford', Oxford Dictionary of National Biography, 2004.
- Diego Saglia, 'Mediterranean Unrest: 1820s Verse Tragedies and Revolutions in the South,' Romanticism 11.1 (2005) 99–113.
- Alison Booth, 'Revisiting the Homes and Haunts of Mary Russell Mitford', Nineteenth Century Contexts, 30 Parte 1 (2008), 39–65.
- Cecilia Pietropoli, 'The Story of the Foscaris, a Drama for Two Playwrights: Mary Mitford and Lord Byron,' in The Language of Performance in British Romanticism (Peter Lang, Nueva York, 2008), 115–26.

- Elisa Beshero-Bondar, 'Romancing the Pacific Isles Before Byron: Music, Sex, and Death in Mitford's Christina,' ELH 76.2 (verano de 2009) 277–308.